# Saudi Professional League
Die Saudi-Arabische Fußballmeisterschaft (arabisch دوري المحترفين السعودي, DMG Daurī al-muḥtarifīn as-saʿūdī) ist eine professionelle Fußballliga in Saudi-Arabien und wird seit der Saison 1975/76 ausgespielt. Sie ist gleichzeitig die höchste Liga des Landes. Hauptsponsor der Liga ist die Abdul Latif Jameel Group, weshalb die Liga offiziell als Abdul Latif Jameel League bezeichnet wird.

## Geschichte
Bis zur Gründung der Liga fanden Meisterschaften hauptsächlich auf regionaler Basis statt. Der einzige nationale Wettbewerb war bis dahin der King's Cup. Da sich bis 1975 sowohl die Strukturen der Vereine als auch die Infrastruktur des Landes verbessert hatten, beschloss man daraufhin, eine nationale Liga einzuführen. Die erste Saison startete die Liga mit acht Mannschaften. Mit Al-Nassr FC stand am Ende der erste nationale Meister des Landes fest.
1981 wurde beschlossen, mehr Vereine in das aktuelle Ligasystem einzubinden. Um sowohl Aufstiege als auch Abstiege zu ermöglichen, wurde aus diesem Grunde eine zweite Liga eingeführt. Es wurde dann 1981/82 eine sogenannte Platzierungsliga gespielt. Daran nahmen 18 Mannschaften teil, wovon sich die ersten Acht für die Erste Liga und die letzten Acht für die neue zweite Liga zu qualifizieren hatten. Ab der Saison 1984/85 spielten erstmals zwölf Vereine in der saudischen Liga. Bis 1990 wurde in einem herkömmlichen Ligasystem gespielt, bestehend aus Hin- und Rückspielen. Im Jahr 1991 wurde zusätzlich eine Meisterschaftsrunde eingeführt. Hierbei qualifizieren sich die vier besten Mannschaften der Abschlusstabelle für die Play-off-Spiele. Dabei spielen zunächst der Dritte und Vierte in einem Spiel den Gegner des Tabellenzweiten aus. Der Gewinner spielt gegen den Tabellenführer das Finalspiel um die Meisterschaft. 2007 beschloss der Verband, die Meisterschaftsrunde wieder abzuschaffen und zum alten Meisterschaftssystem zurückzukehren.
Die Saison 2008/09 konnte al-Ittihad für sich entscheiden und am Ende den insgesamt neunten Titel erringen. Zwei Spieltage vor Ablauf der Saison lag al-Hilal nur zwei Punkte hinter Ittihad. Am letzten Spieltag kam es zum Aufeinandertreffen dieser beiden Vereine, wobei al-Ittihad die Oberhand behielt und die Meisterschaft besiegelte. Im Duell der beiden Aufsteiger, al-Raed und Abha, hatte al-Raed das bessere Ende für sich. Nur dank des besseren Torverhältnisses blieb al-Raed am Ende in der Liga. Im folgenden Jahr sicherte sich al-Hilal den zwölften Meistertitel. Da die Anzahl der Mannschaften auf 14 erhöht wurde, stieg keine Mannschaft ab. Die Saison 2011/12 wurde wieder einmal am letzten Spieltag entschieden: Im Spiel zwischen dem zu diesem Zeitpunkt zweitplatzierten al-Ahli und dem führenden al-Shabab genügte letzterem ein 1:1-Unentschieden. In der Schlussviertelstunde ging es ruppig zu: Zwar konnte al-Ahli die zwischenzeitliche Führung durch den Gegner ausgleichen, jedoch kassierte man während der 83. und der 93. Minute jeweils eine rote Karte.
2023 erregte die Liga Aufmerksamkeit mit der Verpflichtung von namhaften Stars aus dem Ausland, darunter Cristiano Ronaldo, Neymar und Karim Benzema. Der Aufbau der Liga unterlag dabei staatlicher Unterstützung. Im Juni 2023 übernahm der staatliche Public Investment Fund Mehrheitsanteile an den vier Fußballklubs Al-Ahli, Al-Hilal, Al-Nassr und Al-Ittihad. Weitere Fußballklubs wurden unter die Aufsicht von Regierungsbehörden und staatsnahen Institutionen gestellt. Das Ziel ist es dabei, die Saudi Professional League zu einer der zehn größten Fußballligen der Welt aufzubauen, um wirtschaftliche Potenziale im Sektor Sport und Unterhaltung zu erschließen.

## Teilnehmende Mannschaften 2025/26
| Mannschaft    | Standort        | Stadion                                           | Kapazität |
| ------------- | --------------- | ------------------------------------------------- | --------- |
| al-Ahli       | Dschidda        | King Abdullah Sports City Stadium                 | 62.345    |
| al-Ettifaq    | Dammam          | Prinz-Mohamed-bin-Fahd-Stadion                    | 35.000    |
| al-Fateh SC   | al-Hasa         | Prince Abdullah bin Jalawi Stadium                | 26.000    |
| al-Fayha FC   | al-Madschmaʿa   | al Majma'ah Sports City                           | 7.000     |
| al-Hazem      | ar-Rass         | al-Hazem-Club Stadium                             | 8.000     |
| al-Hilal      | Riad            | König-Fahd-Stadion                                | 62.685    |
| al-Ittihad    | Dschidda        | King Abdullah Sports City Stadium                 | 62.345    |
| al-Khaleej FC | Saihat          | Prinz-Mohamed-bin-Fahd-Stadion                    | 35.000    |
| al-Kholood    | ar-Rass         | al-Hazem-Club Stadium                             | 8.000     |
| al-Najma SC   | Unaiza          | al-Najma Club Stadium                             | 3.000     |
| al-Nassr FC   | Riad            | KSU Stadium                                       | 25.000    |
| al-Okhdood    | Nadschran       | Prince Hathloul bin Abdul Aziz Sport City Stadion | 12.000    |
| al-Qadisiyah  | Khobar          | Prince Saud bin Jalawi Stadium                    | 20.000    |
| al-Riyadh SC  | Riad            | Prince Turki bin Abdul Aziz Stadium               | 15.000    |
| al-Shabab     | Riad            | Al-Shabab Club Stadium                            | 15.000    |
| al-Taawoun    | Buraida         | King Abdullah Sport City Stadium                  | 25.000    |
| Damac FC      | Chamis Muschait | Prince Sultan bin Abdul Aziz Stadium              | 20.000    |
| Neom SC       | Tabuk           | King Khalid Sport City Stadium                    | 12.000    |

## Modus
Die besten drei Mannschaften qualifizieren sich für die AFC Champions League.
Die beiden Tabellenletzten steigen aus der Premier League ab und werden durch die zwei führenden Mannschaften der zweiten Liga ersetzt.

## Statistik

### Rekordmeister
| Pl. | Verein      | Anzahl | Meisterjahre |
| --- | ----------- | ------ | --- |
| 1   | al-Hilal    | 19     | 1977, 1979, 1985, 1986, 1988, 1990, 1996, 1998, 2002, 2005, 2008, 2010, 2011, 2017, 2018, 2020, 2021, 2022, 2024 |
| 2   | al-Ittihad  | 10     | 1982, 1997, 1999, 2000, 2001, 2003, 2007, 2009, 2023, 2025                                                       |
| 3   | al-Nassr FC | 9      | 1975, 1980, 1981, 1989, 1994, 1995, 2014, 2015, 2019                                                             |
| 4   | al-Shabab   | 6      | 1991, 1992, 1993, 2004, 2006, 2012                                                                               |
| 5   | al-Ahli     | 3      | 1978, 1984, 2016                                                                                                 |
| 6   | al-Ettifaq  | 2      | 1983, 1987 |
| 7   | al-Fateh    | 1      | 2013 |

### Bisherige Titelträger
Bisherige Meister
- 1974/75: al-Nassr FC
- 1975/76: Saison abgebrochen
- 1976/77: al-Hilal
- 1977/78: al-Ahli
- 1978/79: al-Hilal
- 1979/80: al-Nassr FC
- 1980/81: al-Nassr FC
- 1981/82: al-Ittihad
- 1982/83: al-Ettifaq
- 1983/84: al-Ahli
- 1984/85: al-Hilal
- 1985/86: al-Hilal
- 1986/87: al-Ettifaq
- 1987/88: al-Hilal
- 1988/89: al-Nassr FC
- 1989/90: al-Hilal
- 1990/91: al-Shabab
- 1991/92: al-Shabab
- 1992/93: al-Shabab
- 1993/94: al-Nassr FC
- 1994/95: al-Nassr FC
- 1995/96: al-Hilal
- 1996/97: al-Ittihad
- 1997/98: al-Hilal
- 1998/99: al-Ittihad
- 1999/2000: al-Ittihad
- 2000/01: al-Ittihad
- 2001/02: al-Hilal
- 2002/03: al-Ittihad
- 2003/04: al-Shabab
- 2004/05: al-Hilal
- 2005/06: al-Shabab
- 2006/07: al-Ittihad
- 2007/08: al-Hilal
- 2008/09: al-Ittihad
- 2009/10: al-Hilal
- 2010/11: al-Hilal
- 2011/12: al-Shabab
- 2012/13: al-Fateh
- 2013/14: al-Nassr FC
- 2014/15: al-Nassr FC
- 2015/16: al-Ahli
- 2016/17: al-Hilal
- 2017/18: al-Hilal
- 2018/19: al-Nassr FC
- 2019/20: al-Hilal
- 2020/21: al-Hilal
- 2021/22: al-Hilal
- 2022/23: al-Ittihad
- 2023/24: al-Hilal
- 2024/25: al-Ittihad

### Torschützenkönige
| Saison  | Spieler                                 | Tore | Verein               |
| ------- | --------------------------------------- | ---- | -------------------- |
| 2000/01 | Paulo Silva                             | 13   | al-Ettifaq           |
| 2001/02 | Diène Faye                              | 10   | al-Riyadh            |
| 2002/03 | Carlos Tenorio                          | 15   | al-Nassr FC          |
| 2003/04 | Godwin Attram Kandia Traoré             | 15   | al-Shabab al-Hilal   |
| 2004/05 | Mohammed Manga                          | 15   | al-Shabab            |
| 2005/06 | Essa Al-Mehyani                         | 16   | al-Wahda             |
| 2006/07 | Godwin Attram                           | 13   | al-Shabab            |
| 2007/08 | Nasser al-Shamrani                      | 18   | al-Shabab            |
| 2008/09 | Hicham Aboucherouane Nasser al-Shamrani | 12   | al-Ittihad al-Shabab |
| 2009/10 | Mohammad asch-Schalhub                  | 12   | al-Hilal             |
| 2010/11 | Nasser al-Shamrani                      | 17   | al-Shabab            |
| 2011/12 | Nasser al-Shamrani Victor Simões        | 21   | al-Shabab al-Ahli    |
| 2012/13 | Sebastián Tagliabué                     | 19   | al-Shabab            |
| 2013/14 | Nasser al-Shamrani                      | 21   | al-Hilal             |
| 2014/15 | Omar al-Somah                           | 22   | al-Ahli              |
| 2015/16 | Omar al-Somah                           | 27   | al-Ahli              |
| 2016/17 | Omar al-Somah                           | 24   | al-Ahli              |
| 2017/18 | Ronnie Fernández                        | 13   | al-Fayha             |
| 2018/19 | Abderrazak Hamdallah                    | 34   | al-Nassr FC          |
| 2019/20 | Abderrazak Hamdallah                    | 29   | al-Nassr FC          |
| 2020/21 | Bafétimbi Gomis                         | 24   | al-Hilal             |
| 2021/22 | Odion Ighalo                            | 24   | al-Hilal             |
| 2022/23 | Abderrazak Hamdallah                    | 21   | Ittihad FC           |
| 2023/24 | Cristiano Ronaldo                       | 35   | al-Nassr FC          |
| 2024/25 | Cristiano Ronaldo                       | 25   | al-Nassr FC          |